# Japan Open 1990
Die Japan Open 1990 im Badminton fanden vom 23. bis zum 28. Januar 1990 statt. Das Preisgeld betrug 100.000 Dollar.

## Sieger und Platzierte
| Disziplin    | Gold                          | Silber                      | Bronze                               |
| ------------ | ----------------------------- | --------------------------- | ------------------------------------ |
| Herreneinzel | Morten Frost                  | Poul-Erik Høyer Larsen      | Xiong Guobao                         |
| Herreneinzel | Morten Frost                  | Poul-Erik Høyer Larsen      | Zhao Jianhua                         |
| Dameneinzel  | Huang Hua                     | Zhou Lei                    | Susi Susanti                         |
| Dameneinzel  | Huang Hua                     | Zhou Lei                    | Tang Jiuhong                         |
| Herrendoppel | Kim Moon-soo Park Joo-bong    | Li Yongbo Tian Bingyi       | Rudy Gunawan Eddy Hartono            |
| Herrendoppel | Kim Moon-soo Park Joo-bong    | Li Yongbo Tian Bingyi       | Shuji Matsuno Shinji Matsuura        |
| Damendoppel  | Lai Caiqin Yao Fen            | Kimiko Jinnai Hisako Mori   | Erma Sulistianingsih Rosiana Tendean |
| Damendoppel  | Lai Caiqin Yao Fen            | Kimiko Jinnai Hisako Mori   | Chung Myung-hee Shim Eun-jung        |
| Mixed        | Park Joo-bong Chung Myung-hee | Thomas Lund Pernille Dupont | Jan-Eric Antonsson Maria Bengtsson   |
| Mixed        | Park Joo-bong Chung Myung-hee | Thomas Lund Pernille Dupont | Jesper Knudsen Nettie Nielsen        |

## Finalergebnisse
| Disziplin    | Sieger                        | Finalist                    | Ergebnis           |
| ------------ | ----------------------------- | --------------------------- | ------------------ |
| Herreneinzel | Morten Frost                  | Poul-Erik Høyer Larsen      | 15-9, 15-4         |
| Dameneinzel  | Huang Hua                     | Zhou Lei                    | 11-6, 11-0         |
| Herrendoppel | Park Joo-bong Kim Moon-soo    | Li Yongbo Tian Bingyi       | 3-15, 17-16, 18-13 |
| Damendoppel  | Yao Fen Lai Caiqin            | Kimiko Jinnai Hisako Mori   | 7-15, 15-9, 15-10  |
| Mixed        | Park Joo-bong Chung Myung-hee | Thomas Lund Pernille Dupont | 15-10, 15-12       |

## Ergebnisse

### Herreneinzel Qualifikation
- Hitosi Ohohori –  Chow Wang-chuin: 15-7 / 15-3
- Mark Nichols –  Duminda Jayakody: 15-9 / 15-6
- Mikael Rosén –  Fumihiko Machida: 18-13 / 15-11
- Eishi Kibune –  Chow Kin Man: 15-10 / 15-9
- Mustaffa Ali –  Seiichi Watanabe: 15-6 / 18-15
- Pramote Teerawiwatana –  Tariq Farooq: 4-15 / 15-12 / 15-10
- Alex Meijer –  Ng Liang Hua: 15-7 / 15-11
- Tatsuya Yanagiya –  Andrei W. Wiltshire: 15-5 / 15-3
- Benny Lee –  Takahiro Suka: 15-2 / 15-9
- Masahiro Ito –  Shum Man Kin: 15-12 / 15-0
- Hitosi Ohohori –  Kazuhiko Hamakita: 15-11 / 17-15
- Koji Miya –  Mark Nichols: 15-12 / 15-6
- Mikael Rosén –  Eishi Kibune: 15-9 / 15-11
- Mustaffa Ali –  Pramote Teerawiwatana: 15-7 / 15-13
- Alex Meijer –  Tatsuya Yanagiya: 15-3 / 15-11
- Masahiro Ito –  Benny Lee: 15-7 / 6-15 / 15-11

### Herreneinzel
- Liu En-hung –  Yasumasa Tsujita: 15-18 / 15-8 / 15-5
- Peter Axelsson –  Hitosi Ohohori: 15-4 / 15-3
- Andrei Antropow –  Chan Wing Kit: 15-0 / 15-9
- Pär-Gunnar Jönsson –  Masami Osanai: 15-13 / 15-7
- Kwan Yoke Meng –  Lee Mou-chou: 15-8 / 15-10
- Chris Jogis –  Mikael Rosén: 12-15 / 15-6 / 15-12
- Jörgen Tuvesson –  Vacharapan Khamthong: 18-15 / 15-11
- Jens Olsson –  Ong Ewe Chye: 15-18 / 15-5 / 15-11
- Thomas Stuer-Lauridsen –  Mustaffa Ali: 15-6 / 15-11
- Anders Nielsen –  Alex Meijer: 15-5 / 15-5
- Vitaliy Shmakov –  Tse Bun: 14-17 / 15-7 / 15-9
- Karun Kasayapanant –  Stuart Metcalfe: 16-17 / 15-6 / 15-3
- Jonas Herrgårdh –  Masahiro Ito: 15-9 / 15-4
- Wong Tat Meng –  Hideaki Motoyama: 15-7 / 15-10
- Koji Miya –  Pontus Jäntti: w.o.
- Hiroki Eto –  Hamid Khan: w.o.
- Xiong Guobao –  Liu En-hung: 15-4 / 15-2
- Jens Peter Nierhoff –  Peter Axelsson: 11-15 / 15-13 / 15-3
- Kim Hak-kyun –  Andrei Antropow: 5-15 / 15-6 / 15-12
- Joko Suprianto –  Pär-Gunnar Jönsson: 15-6 / 15-8
- Poul-Erik Høyer Larsen –  Kwan Yoke Meng: 13-15 / 15-10 / 15-3
- Shuji Matsuno –  Koji Miya: 15-3 / 9-15 / 15-9
- Pierre Pelupessy –  Chris Jogis: 8-15 / 15-12 / 15-7
- Yang Yang –  Jörgen Tuvesson: 15-6 / 7-15 / 15-4
- Alan Budikusuma –  Jens Olsson: 15-9 / 15-7
- Sompol Kukasemkij –  Thomas Stuer-Lauridsen: 15-5 / 15-12
- Anders Nielsen –  Hiroshi Nishiyama: 15-6 / 18-16
- Zhao Jianhua –  Vitaliy Shmakov: 15-10 / 15-11
- Wu Wenkai –  Karun Kasayapanant: 15-13 / 15-9
- Shinji Matsuura –  Jonas Herrgårdh: 9-15 / 15-12 / 18-17
- Morten Frost –  Wong Tat Meng: 15-7 / 15-1
- Hiroki Eto –  Niroshan Wijekoon: w.o.
- Xiong Guobao –  Jens Peter Nierhoff: 15-12 / 15-4
- Joko Suprianto –  Kim Hak-kyun: 15-12 / 15-0
- Poul-Erik Høyer Larsen –  Shuji Matsuno: 15-9 / 15-9
- Yang Yang –  Pierre Pelupessy: 15-10 / 15-5
- Alan Budikusuma –  Sompol Kukasemkij: 15-8 / 5-15 / 15-10
- Zhao Jianhua –  Anders Nielsen: 15-6 / 8-15 / 15-13
- Wu Wenkai –  Shinji Matsuura: 15-7 / 15-9
- Morten Frost –  Hiroki Eto: 15-1 / 15-2
- Xiong Guobao –  Joko Suprianto: 15-5 / 15-10
- Poul-Erik Høyer Larsen –  Yang Yang: 15-9 / 15-17 / 15-2
- Zhao Jianhua –  Alan Budikusuma: 15-6 / 15-12
- Morten Frost –  Wu Wenkai: 15-4 / 15-12
- Poul-Erik Høyer Larsen –  Xiong Guobao: 15-6 / 15-12
- Morten Frost –  Zhao Jianhua: 15-10 / 15-6
- Morten Frost –  Poul-Erik Høyer Larsen: 15-9 / 15-4

### Dameneinzel
- Chen Hsiao-li –  Kumiko Kitamoto: 6-11 / 11-2 / 11-3
- Chun Sung-suk –  Michiyo Kitaura: 11-5 / 11-5
- Kazue Kanai –  Jaroensiri Somhasurthai: 11-2 / 11-7
- Erica van den Heuvel –  Akiko Michiue: 11-8 / 6-11 / 11-5
- Haruko Yachi –  Irina Serova: 7-11 / 11-7 / 11-8
- Tomomi Matsuo –  Ladawan Mulasartsatorn: 11-3 / 11-4
- Monique Hoogland –  Kyoko Sasage: 11-8 / 11-0
- Svetlana Zilberman –  Yuko Koike: w.o.
- Susi Susanti –  Chen Hsiao-li: 11-7 / 11-4
- Astrid van der Knaap –  Hisako Mizui: 7-11 / 11-6 / 11-0
- Michiko Sasaki –  Zhou Qianmin: 11-8 / 11-2
- Pernille Nedergaard –  Chun Sung-suk: 12-9 / 6-11 / 11-8
- Zhou Lei –  Kazue Kanai: 11-3 / 12-10
- Helle Andersen –  Shim Eun-jung: 11-5 / 12-10
- Harumi Kohhara –  Shyu Yu-ling: 11-2 / 11-2
- Erica van den Heuvel –  Christine Magnusson: 12-11 / 2-11 / 12-10
- Huang Hua –  Haruko Yachi: 11-5 / 11-8
- Shon Hye-joo –  Yoko Koizumi: 11-4 / 11-4
- Kimiko Jinnai –  Sun Tsai-ching: 11-2 / 11-4
- Eline Coene –  Svetlana Zilberman: 11-8 / 11-6
- Kho Mei Hwa –  Tomomi Matsuo: 11-5 / 11-0
- Charlotte Hattens –  Pornsawan Plungwech: 11-2 / 11-0
- Tang Jiuhong –  Monique Hoogland: 9-11 / 11-5 / 12-10
- Catrine Bengtsson –  Aiko Miyamura: w.o.
- Susi Susanti –  Astrid van der Knaap: 11-12 / 11-7 / 11-2
- Pernille Nedergaard –  Michiko Sasaki: 11-2 / 11-5
- Zhou Lei –  Helle Andersen: 11-1 / 11-10
- Erica van den Heuvel –  Harumi Kohhara: 15-8 / 15-9
- Huang Hua –  Shon Hye-joo: 11-5 / 11-8
- Eline Coene –  Kimiko Jinnai: 4-11 / 11-8 / 11-3
- Catrine Bengtsson –  Kho Mei Hwa: 11-8 / 5-11 / 11-7
- Tang Jiuhong –  Charlotte Hattens: 11-5 / 11-4
- Susi Susanti –  Pernille Nedergaard: 6-11 / 12-11 / 11-0
- Zhou Lei –  Erica van den Heuvel: 11-5 / 11-3
- Huang Hua –  Eline Coene: 11-1 / 11-4
- Tang Jiuhong –  Catrine Bengtsson: 11-5 / 11-5
- Zhou Lei –  Susi Susanti: 12-9 / 11-2
- Huang Hua –  Tang Jiuhong: 11-12 / 12-11 / 11-4
- Huang Hua –  Zhou Lei: 11-6 / 11-0

### Herrendoppel
- Jonas Herrgårdh /  Jörgen Tuvesson –  Tse Bun /  Andrei W. Wiltshire: 15-0 / 15-2
- Hiroshi Nishiyama /  Tatsuya Yanagiya –  Ko Hsin-ming /  Yang Shih-jeng: 15-8 / 9-15 / 15-0
- Rahman Sidek /  Soo Beng Kiang –  Atsuhito Kitani /  Akihiko Yamamoto: 15-3 / 15-4
- Tsutomu Okuno /  Yasuaki Tsujita –  Chan Wing Kit /  Ng Liang Hua: 15-7 / 15-7
- Kim Moon-soo /  Park Joo-bong –  Jonas Herrgårdh /  Jörgen Tuvesson: 15-1 / 15-2
- Jon Holst-Christensen /  Jens Peter Nierhoff –  Lin Chian-chow /  Liu En-hung: 15-0 / 15-9
- Fumihiko Machida /  Koji Miya –  Duminda Jayakody /  Niroshan Wijekoon: 15-5 / 15-1
- Jan Paulsen /  Henrik Svarrer –  Yasuo Kanno /  Eiji Takahashi: 15-2 / 15-6
- Jan-Eric Antonsson /  Pär-Gunnar Jönsson –  Yoshihito Hada /  Tatsuhiko Mouri: 15-6 / 15-3
- Hiroki Eto /  Masami Osanai –  Chris Jogis /  Benny Lee: 18-17 / 15-12
- Alex Meijer /  Pierre Pelupessy –  Siripong Siripool /  Pramote Teerawiwatana: 15-11 / 15-7
- Rudy Gunawan /  Eddy Hartono –  Hiroshi Nishiyama /  Tatsuya Yanagiya: 15-7 / 15-0
- Chen Hongyong /  Chen Kang –  Rahman Sidek /  Soo Beng Kiang: 15-7 / 15-9
- Mark Christiansen /  Michael Kjeldsen –  Katsushi Koga /  Hidenori Sugai: 15-7 / 15-5
- Andrei Antropow /  Vitaliy Shmakov –  Stuart Metcalfe /  Mark Nichols: 15-3 / 15-1
- Shuji Matsuno /  Shinji Matsuura –  Chow Kin Man /  Shum Man Kin: 15-0 / 15-2
- Max Gandrup /  Thomas Lund –  Kazuhiko Hamakita /  Eishi Kibune: 15-10 / 15-5
- Kim Hak-kyun /  Sung Han-kuk –  Peter Axelsson /  Mikael Rosén: 11-15 / 15-3 / 17-16
- Richard Mainaky /  Aryono Miranat –  Jesper Knudsen /  Thomas Stuer-Lauridsen: 11-15 / 15-5 / 15-10
- Li Yongbo /  Tian Bingyi –  Tsutomu Okuno /  Yasuaki Tsujita: 15-3 / 15-0
- Kim Moon-soo /  Park Joo-bong –  Jon Holst-Christensen /  Jens Peter Nierhoff: 15-7 / 15-10
- Fumihiko Machida /  Koji Miya –  Jan Paulsen /  Henrik Svarrer: 15-9 / 9-15 / 15-11
- Jan-Eric Antonsson /  Pär-Gunnar Jönsson –  Hiroki Eto /  Masami Osanai: 18-15 / 15-7
- Rudy Gunawan /  Eddy Hartono –  Alex Meijer /  Pierre Pelupessy: 15-8 / 15-11
- Chen Hongyong /  Chen Kang –  Mark Christiansen /  Michael Kjeldsen: 15-10 / 13-18 / 15-1
- Shuji Matsuno /  Shinji Matsuura –  Andrei Antropow /  Vitaliy Shmakov: 15-11 / 15-5
- Max Gandrup /  Thomas Lund –  Kim Hak-kyun /  Sung Han-kuk: 15-11 / 15-6
- Li Yongbo /  Tian Bingyi –  Richard Mainaky /  Aryono Miranat: 15-0 / 15-2
- Kim Moon-soo /  Park Joo-bong –  Fumihiko Machida /  Koji Miya: 15-0 / 15-8
- Rudy Gunawan /  Eddy Hartono –  Jan-Eric Antonsson /  Pär-Gunnar Jönsson: 0-15 / 15-4 / 15-1
- Shuji Matsuno /  Shinji Matsuura –  Chen Hongyong /  Chen Kang: 7-15 / 15-8 / 15-3
- Li Yongbo /  Tian Bingyi –  Max Gandrup /  Thomas Lund: 15-1 / 15-3
- Kim Moon-soo /  Park Joo-bong –  Rudy Gunawan /  Eddy Hartono: 10-17 / 15-0 / 15-11
- Li Yongbo /  Tian Bingyi –  Shuji Matsuno /  Shinji Matsuura: 18-15 / 15-3
- Kim Moon-soo /  Park Joo-bong –  Li Yongbo /  Tian Bingyi: 3-15 / 17-16 / 18-13

### Damendoppel
- Chun Sung-suk /  Shon Hye-joo –  Miwa Kai /  Keiko Nakahara: 15-11 / 17-14
- Kang Chia-yi /  Sun Tsai-ching –  Harumi Kohhara /  Takako Shinki: 15-12 / 15-13
- Monique Hoogland /  Astrid van der Knaap –  Hiromi Takagi /  Fujimi Tamura: 18-13 / 15-11
- Akiko Michiue /  Maki Nagai –  Chen Hsiao-li /  Shyu Yu-ling: 15-8 / 15-6
- Tokiko Hirota /  Yuko Koike –  Irina Serova /  Svetlana Zilberman: 15-6 / 15-11
- Yoko Koizumi /  Michiyo Tashiro –  Jaroensiri Somhasurthai /  Pornsawan Plungwech: 15-9 / 18-14
- Eline Coene /  Erica van den Heuvel –  Miwako Nishida /  Kimiko Watanabe: 15-7 / 15-11
- Lai Caiqin /  Yao Fen –  Tomomi Matsuo /  Kyoko Sasage: 11-15 / 15-4 / 15-3
- Kazue Hoshi /  Mika Uemura –  Ladawan Mulasartsatorn /  Piyathip Sansaniyakulvilai: 15-12 / 15-9
- Pernille Dupont /  Grete Mogensen –  Guan Weizhen /  Pan Li: w.o.
- Erma Sulistianingsih /  Rosiana Tendean –  Chun Sung-suk /  Shon Hye-joo: 18-17 / 11-15 / 15-10
- Pernille Dupont /  Grete Mogensen –  Kang Chia-yi /  Sun Tsai-ching: 15-6 / 15-11
- Kimiko Jinnai /  Hisako Mori –  Monique Hoogland /  Astrid van der Knaap: 15-12 / 15-4
- Maria Bengtsson /  Christine Magnusson –  Akiko Michiue /  Maki Nagai: 15-7 / 15-4
- Dorte Kjær /  Nettie Nielsen –  Tokiko Hirota /  Yuko Koike: 15-7 / 15-7
- Chung Myung-hee /  Shim Eun-jung –  Yoko Koizumi /  Michiyo Tashiro: 15-5 / 15-7
- Lai Caiqin /  Yao Fen –  Eline Coene /  Erica van den Heuvel: 15-7 / 15-7
- Verawaty Fajrin /  Yanti Kusmiati –  Kazue Hoshi /  Mika Uemura: 15-12 / 15-5
- Erma Sulistianingsih /  Rosiana Tendean –  Pernille Dupont /  Grete Mogensen: 14-18 / 17-15 / 15-3
- Kimiko Jinnai /  Hisako Mori –  Maria Bengtsson /  Christine Magnusson: 15-10 / 15-2
- Chung Myung-hee /  Shim Eun-jung –  Dorte Kjær /  Nettie Nielsen: 15-8 / 15-0
- Lai Caiqin /  Yao Fen –  Verawaty Fajrin /  Yanti Kusmiati: 15-6 / 15-11
- Kimiko Jinnai /  Hisako Mori –  Erma Sulistianingsih /  Rosiana Tendean: 15-6 / 15-9
- Lai Caiqin /  Yao Fen –  Chung Myung-hee /  Shim Eun-jung: 15-9 / 15-10
- Lai Caiqin /  Yao Fen –  Kimiko Jinnai /  Hisako Mori: 7-15 / 15-9 / 15-10

### Mixed
- Pierre Pelupessy /  Monique Hoogland –  Vacharapan Khamthong /  Piyathip Sansaniyakulvilai: 15-10 / 15-12
- Vitaliy Shmakov /  Irina Serova –  Lin Chian-chow /  Kang Chia-yi: 15-11 / 15-2
- Koji Miya /  Tomomi Matsuo –  Siripong Siripool /  Ladawan Mulasartsatorn: 15-11 / 15-3
- Susumu Hasegawa /  Yohko Kamihama –  Karun Kasayapanant /  Pornsawan Plungwech: 15-6 / 15-5
- Park Joo-bong /  Chung Myung-hee –  Pierre Pelupessy /  Monique Hoogland: 15-6 / 15-5
- Jon Holst-Christensen /  Grete Mogensen –  Tokiko Hirota /  Naotsugu Tanida: 15-9 / 15-13
- Jesper Knudsen /  Nettie Nielsen –  Vitaliy Shmakov /  Irina Serova: 15-5 / 15-7
- Jan-Eric Antonsson /  Maria Bengtsson –  Koji Miya /  Tomomi Matsuo: 17-15 / 15-5
- Michael Kjeldsen /  Dorte Kjær –  Andrei Antropow /  Svetlana Zilberman: 15-12 / 10-15 / 15-4
- Alex Meijer /  Erica van den Heuvel –  Kaoru Imamura /  Yuji Murayama: 15-1 / 15-8
- Thomas Lund /  Pernille Dupont –  Susumu Hasegawa /  Yohko Kamihama: 15-2 / 15-0
- Jens Olsson /  Catrine Bengtsson –  Michiyo Tashiro /  Akio Tomita: w.o.
- Park Joo-bong /  Chung Myung-hee –  Jon Holst-Christensen /  Grete Mogensen: 15-9 / 15-7
- Jesper Knudsen /  Nettie Nielsen –  Jens Olsson /  Catrine Bengtsson: 15-7 / 15-9
- Jan-Eric Antonsson /  Maria Bengtsson –  Michael Kjeldsen /  Dorte Kjær: 17-15 / 15-5
- Thomas Lund /  Pernille Dupont –  Alex Meijer /  Erica van den Heuvel: 15-9 / 15-8
- Park Joo-bong /  Chung Myung-hee –  Jesper Knudsen /  Nettie Nielsen: 15-3 / 15-9
- Thomas Lund /  Pernille Dupont –  Jan-Eric Antonsson /  Maria Bengtsson: 10-15 / 15-3 / 15-10
- Park Joo-bong /  Chung Myung-hee –  Thomas Lund /  Pernille Dupont: 15-10 / 15-12